# Delfín (kulle)
Delfín är en kulle i Antarktis. Den ligger i Sydshetlandsöarna. Argentina, Chile och Storbritannien gör anspråk på området.
Terrängen runt Delfín är huvudsakligen kuperad, men den allra närmaste omgivningen är varierad. Havet är nära Delfín norrut. Trakten är obefolkad. Det finns inga samhällen i närheten. 